# انجمن جدایی مونیخ

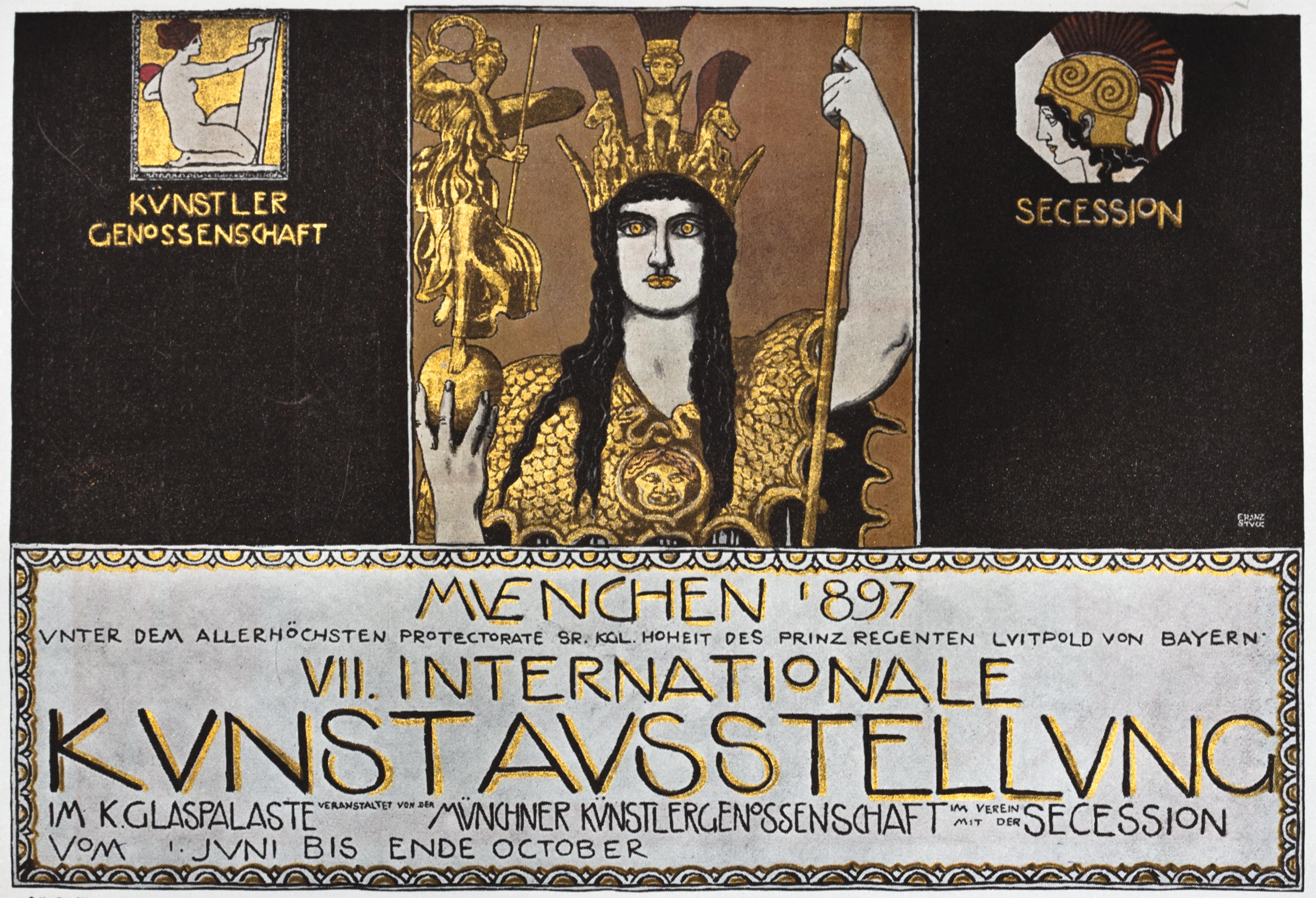
پوستر طراحی شده توسط فرانز استوک برای هفتمین نمایشگاه بین‌المللی مونیخ به سال ۱۸۹۷

انجمن جدایی مونیخ (آلمانی: Münchener Secession) همچنین با نام شناخته شدهٔ جدایی مونیخ، یک انجمن متشکل از هنرمندان تجسمی است که به دور از انجمن جریان اصلی هُنرمندان مونیخ در سال ۱۸۹۲ آغاز گردید، این انجمن برای تَرویج و دفاع از هنر بانیان و اعضا آن در برابر آنچه آنها پدرسالاری رسمی و سیاست‌های محافظه کار خود در نظر گرفته بودند تشکیل گردید، اعضا این انجمن به عنوان شِکلی از همکاری ویژه عمل می‌کردند تا بتوانند با استفاده از نفوذ خود برای اطمینان از بَقای اقتصادی و به دست آوردن کمیسیون اقدام نمایند در سال ۱۹۰۱، انجمن مجدداً به بخش‌هایی تقسیم گردید و در آن سال به نام تازهٔ جدایی مونیخ جدید تغییر اسم داد، اما این تقسیم پایان کار نبود، در سال ۱۹۱۳ تقسیمات دیگری در این انجمن شکل گرفت.

## تاریخچه
در پایان قرن نوزدهم، هُنرمندان بیشتر در مونیخ زندگی می‌کردند و بعد از آن در شهرهای وین و برلین به شکل همزمان، با این حال جامعهٔ هُنری توسطِ نِگَرِش مُحافظه کار انجمن هنرمندان مونیخ و حامیانِ آن در دولت تَحت سُلطهٔ مستقیم قرار داشتند، این نِگرش بیان در مقام مأموریت، نوشته شده توسط به اصطلاح شاهزادهٔ نقاشان فرانز فُن لِنباخ بود

## نگارخانه

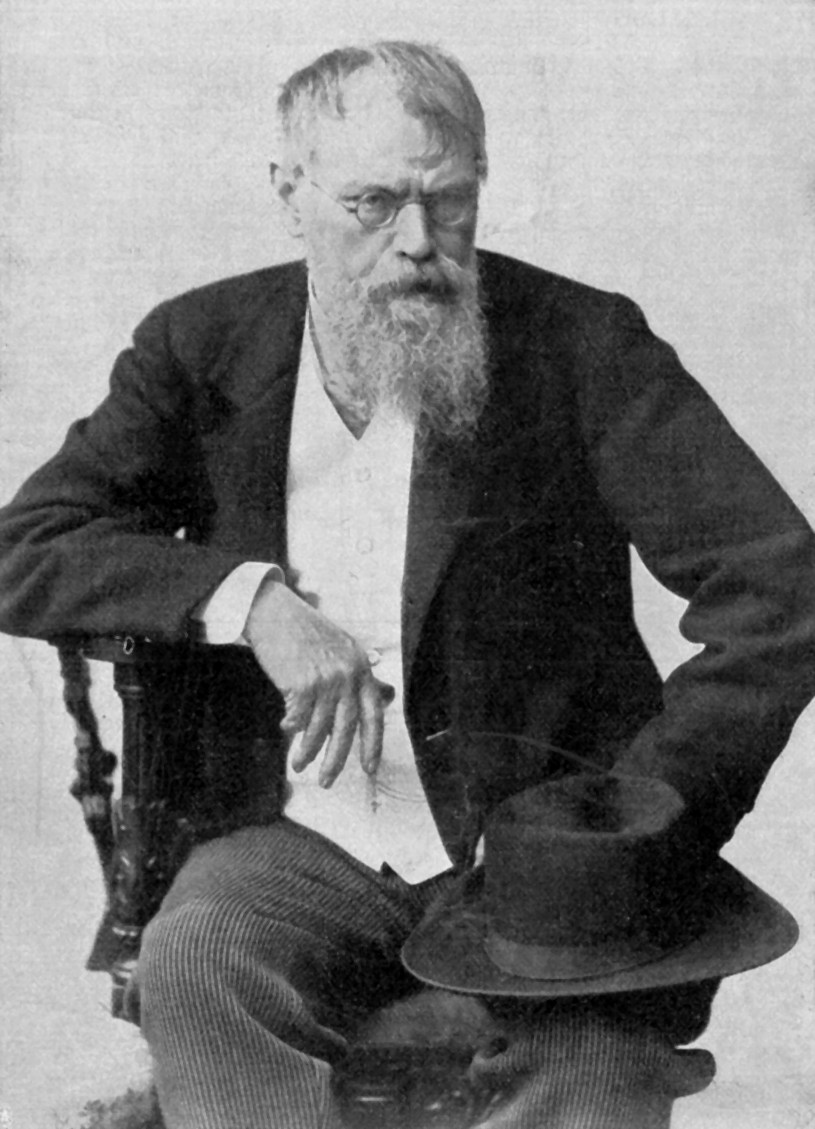
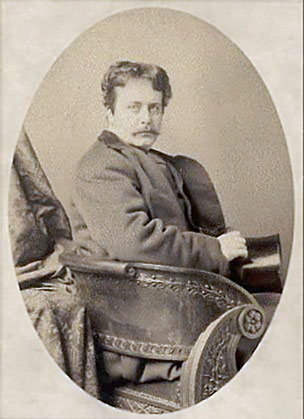
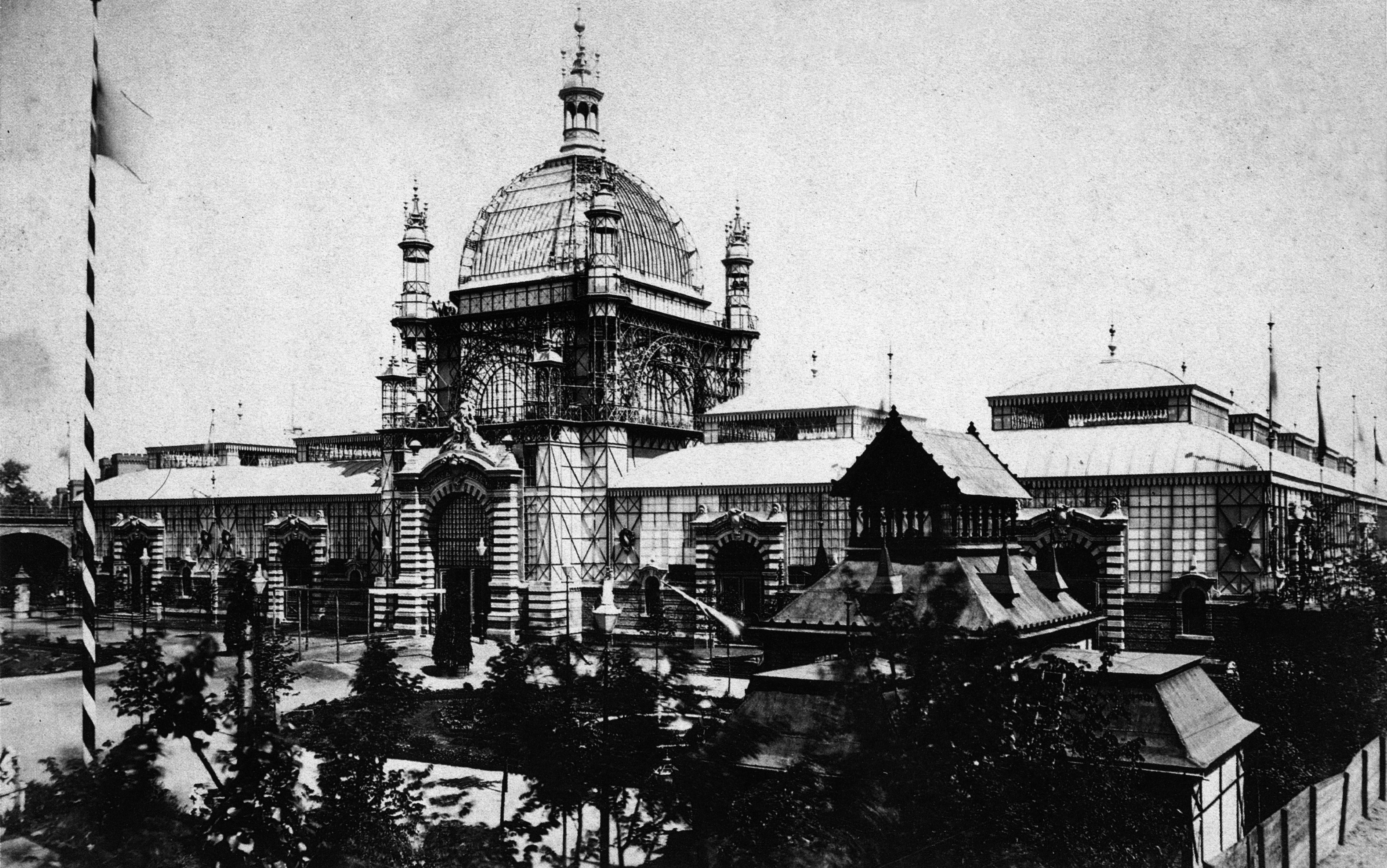